# Odontophrynus achalensis
Espèce
Statut de conservation UICN

 VU B1ab(iii) : Vulnérable
Odontophrynus achalensis est une espèce d'amphibiens de la famille des Odontophrynidae.

## Répartition
Cette espèce est endémique des Sierras Grandes, Pampa de Achala et Sierra de Comechingones, dans la province de Córdoba en Argentine. Elle se rencontre entre 1 800 et 2 500 m d'altitude,.

## Description
Dans leur description les auteurs indiquent que les mâles mesurent de 43 à 44,5 mm et les femelles de 44,5 à 47,5 mm.

## Étymologie
Son nom d'espèce, composé de achal[a] et du suffixe latin -ensis, « qui vit dans, qui habite », lui a été donné en référence au lieu de sa découverte, la Pampa de Achala.

## Publication originale
- Di Tada, Barla, Martori & Cei, 1984 : Odontophrynus achalensis. Una nueva especie de anfibio de la Pampa de Achala (Córdoba, Argentina). Historia Natural (Corrientes), vol. 4, no 17, p. 149-155 (texte intégral).